# Ilir Përnaska
Ilir Përnaska   (Tirana, 7 de maig de 1951) és un exfutbolista albanès de la dècada de 1970.
Fou 15 cops internacional amb la selecció albanesa.
Pel que fa a clubs, defensà els colors de Dinamo Tirana.